# Oćestovo
Oćestovo – wieś w Chorwacji, w żupanii szybenicko-knińskiej, w mieście Knin. W 2011 roku liczyła 144 mieszkańców.